# Patio TV
Patio TV – polski kanał telewizyjny o charakterze poradnikowo-edukacyjnym nadawany FTA z satelity Hot Bird. Właścicielami stacji byli: Weksel Holding (51%) i Fabryka Mediów Sp. z o.o. (49%).

## O stacji
Patio TV było emitowane codziennie, 17 godzin na dobę. W programie znajdowały się cykliczne audycje związane z nowatorskimi rozwiązaniami w dziedzinie nauki i edukacji twórczej oraz wiele innych: o filmie, muzyce, modzie, zdrowiu, sportach ekstremalnych, kulinariach. Celem programowym telewizji Patio TV było uzmysłowienie odbiorcom możliwości współtworzenia kanału telewizyjnego, co jest nowością nie tylko w Polsce, ale i w Europie.

## Historia
Jego oficjalny start odbył się 26 września 2008 roku w Wyższej Szkoły Humanistyczno-Ekonomicznej w Łodzi. Od 18:00 do 22:00 emitowany był specjalny program na żywo. Pierwsze produkcje rejestrowane były w studiach telewizyjnych w Łodzi. Kanał otrzymał koncesję od KRRiT 2 października 2007.

Na początku grudnia 2009 r. stacja pozyskała nowego inwestora, który przejął 51% udziałów w stacji. 1 marca 2010 r. stacja przerwała satelitarne nadawanie programu. Powodem miało być niewywiązanie się nadawcy z umowy ze spółką Canal+ Cyfrowy, która udostępniała miejsce na transponderze platformy Cyfra+. Na stronie internetowej stacji widniał następujący komunikat: 

Uprzejmie informujemy, że z przyczyn zależnych od nadawcy nastąpiła przerwa techniczna w nadawaniu programu Patio TV. Za utrudnienia przepraszamy. Zarząd Fabryki Mediów Sp. z o.o. www.patiotv.pl

## Programy
- Do dzieła – cykl prowadzony przez Tomasza Słodkiego, prezentujący ciekawe inicjatywy młodych ludzi
- Dzieci sieci – program interaktywny
- Dziwne, ale prawdziwe – opowieści o polskiej rzeczywistości, poprowadzi go Paulina Drażba
- T-shirt TV – debata z udziałem młodzieży
- Sobota w... – magazyn turystyczny
- High Score – program o grach wideo
- On/off – program muzyczny Artura Gadowskiego
- Twój pomysł na biznes – program biznesowy prowadzony przez Jakuba Jakubowskiego
- Patio Budzik – program poranny
- Garaż TV – magazyn motoryzacyjny Piotra Migasa
- Magazyn obywatelski – program poświęcony m.in.: organizacjom pozarządowym i inicjatywom społecznym, prowadzi Jakub Karykowski
- Login – magazyn nowych technologii Grzegorza Frątczaka
- Osobowość TV – show dla poszukujących pracy w telewizji
- Free Your Mind – program DJ-ski który prowadzą Dj Ap oraz Dj Tektronic
- Patio Life – program zajmujący się aktualnymi wydarzeniami z zakresu polityki, gospodarki, sportu czy kultury (miał mieć premierę 22 marca 2010 roku[3], ale z powodu zamknięcia stacji 1 marca 2010 roku nigdy nie miał on premiery).